# Гамс-бай-Хифлау
Гамс-бай-Хифлау (нем. Gams bei Hieflau) — коммуна (нем. Gemeinde) в Австрии, в федеральной земле Штирия. 
Входит в состав округа Лицен.  Население составляет 606 человек (на 31 декабря 2005 года). Занимает площадь 46,42 км². Официальный код  —  6 12 11.

## Политическая ситуация
Бургомистр коммуны — Эрих Райтер (АПС) по результатам выборов 2005 года.
Совет представителей коммуны (нем. Gemeinderat) состоит из 9 мест.
- СДПА занимает 4 места.
- АНП занимает 3 места.
- АПС занимает 2 места.